# Liga Europa da UEFA de 2024–25
A Liga Europa da UEFA de 2024–25 foi a 54.ª edição da Liga Europa da UEFA e a 16.ª com o nome atual (anteriormente era chamada de Taça da UEFA).
Esta é a primeira edição disputada sob um novo formato, que substitui a fase de grupos de 32 equipes por uma fase de liga de 36 equipes. O novo formato também não permite que as equipes sejam transferidas da fase eliminatória da Liga dos Campeões para a fase eliminatória da Liga Europa e, portanto, os vencedores da Liga Europa (Atalanta na edição de 2023–24) não podem defender seu título.
A final foi disputada em 21 de maio de 2025 no estádio San Mamés em Bilbau na Espanha. Os vencedores da edição se classificaram automaticamente para a fase de grupos da Liga dos Campeões da UEFA de 2025–26 e ganharam o direito de jogar contra os vencedores da Liga dos Campeões da UEFA de 2024–25 na Supercopa da UEFA de 2025.

## Distribuição de vagas e qualificação
Um total de 76 equipes entre 32 e 47 das 55 associações membro da UEFA devem participar da Liga Europa da UEFA de 2024–25. Entre elas, 32 associações têm equipes diretamente qualificadas para a Europa League, enquanto até 15 associações que não têm nenhuma equipe diretamente qualificada podem ter equipes jogando após serem transferidas da Champions League. O ranking das federações é baseado no coeficiente do país e é usado para determinar o número de participantes de cada federação:

Os detentores do título da Europa Conference League receberão uma entrada na Europa League (se não se classificarem para a Champions League ou Europa League por posição na liga).
- Federações 1–12 qualificam uma equipe cada.
- Federações 13–33 (exceto a Rússia) têm uma equipe cada.

32 equipes eliminadas da Champions League de 2024–25 serão transferidas para a Europa League.

### Ranking das associações
Para a edição de 2024–25, as federações foram colocadas segundo o coeficiente de cada país, o qual é determinado pela performance nas competições europeias entre as temporadas de 2018–19 a 2022–23.
Além da colocação baseada nos coeficientes de cada país, as federações podem ter equipes adicionais vindas de outras competições europeias, conforme indicado abaixo:
- (UCL) – Equipes adicionais transferidas da Liga dos Campeões da UEFA
- (UEL) – Equipes adicionais transferidas da Liga Europa da UEFA

| Pos. | Federações      | Coef.   | Equipes | Notas |
| ---- | --------------- | ------- | ------- | ----- |
| 1    | Inglaterra      | 109.570 | 2       |       |
| 2    | Espanha         | 92.998  | 2       |       |
| 3    | Alemanha        | 82.481  | 2       |       |
| 4    | Itália          | 81.926  | 2       |       |
| 5    | França          | 61.164  | 2       |       |
| 6    | Países Baixos   | 59.900  | 2       |       |
| 7    | Portugal        | 56.216  | 2       |       |
| 8    | Bélgica         | 42.200  | 2       |       |
| 9    | Escócia         | 36.400  | 2       |       |
| 10   | Áustria         | 34.000  | 2       |       |
| 11   | Sérvia          | 32.375  | 2       |       |
| 12   | Turquia         | 32.100  | 2       |       |
| 13   | Suíça           | 31.675  | 1       |       |
| 14   | Ucrânia         | 29.500  | 1       |       |
| 15   | República Checa | 29.050  | 1       |       |
| 16   | Noruega         | 29.000  | 1       |       |
| 17   | Dinamarca       | 27.825  | 1       |       |
| 18   | Rússia          | 26.215  | 0       | [RUS] |
| 19   | Croácia         | 25.400  | 1       |       |

| Pos. | Federações    | Coef.  | Equipes | Notas    |
| ---- | ------------- | ------ | ------- | -------- |
| 20   | Grécia        | 25.225 | 1       | +1 (UEL) |
| 21   | Israel        | 25.000 | 1       |          |
| 22   | Chipre        | 24.475 | 1       |          |
| 23   | Suécia        | 23.750 | 1       |          |
| 24   | Polônia       | 20.750 | 1       |          |
| 25   | Hungria       | 20.625 | 1       |          |
| 26   | Romênia       | 20.500 | 1       |          |
| 27   | Bulgária      | 20.000 | 1       |          |
| 28   | Eslováquia    | 19.750 | 1       |          |
| 29   | Azerbaijão    | 16.625 | 1       |          |
| 30   | Cazaquistão   | 12.625 | 1       |          |
| 31   | Eslovênia     | 12.500 | 1       |          |
| 32   | Moldávia      | 12.250 | 1       |          |
| 33   | Kosovo        | 11.041 | 1       |          |
| 34   | Liechtenstein | 11.000 | 0       |          |
| 35   | Letônia       | 10.625 | 0       |          |
| 36   | Irlanda       | 10.375 | 0       |          |
| 37   | Finlândia     | 10.250 | 0       |          |
| 38   | Lituânia      | 10.000 | 0       |          |

| Pos. | Federações           | Coef. | Equipes | Notas |
| ---- | -------------------- | ----- | ------- | ----- |
| 39   | Armênia              | 9.875 | 0       |       |
| 40   | Bielorrússia         | 9.875 | 0       |       |
| 41   | Bósnia e Herzegovina | 9.750 | 0       |       |
| 42   | Luxemburgo           | 9.000 | 0       |       |
| 43   | Ilhas Faroe          | 8.750 | 0       |       |
| 44   | Irlanda do Norte     | 8.583 | 0       |       |
| 45   | Malta                | 8.250 | 0       |       |
| 46   | Geórgia              | 8.000 | 0       |       |
| 47   | Estônia              | 7.582 | 0       |       |
| 48   | Islândia             | 7.250 | 0       |       |
| 49   | Albânia              | 6.250 | 0       |       |
| 50   | País de Gales        | 6.166 | 0       |       |
| 51   | Gibraltar            | 5.791 | 0       |       |
| 52   | Macedônia do Norte   | 5.500 | 0       |       |
| 53   | Andorra              | 5.165 | 0       |       |
| 54   | Montenegro           | 4.750 | 0       |       |
| 55   | San Marino           | 1.999 | 0       |       |

Notas
- Liechtenstein (LIE): ^  As sete equipes afiliadas à Associação de Futebol de Liechtenstein (LFV) jogam no sistema de ligas de futebol suíço. A única competição organizada pela LFV é a Taça do Liechtenstein de futebol, cujo vencedor se qualifica para a Liga Conferência Europa.
- Rússia (RUS): ^  No dia 28 de fevereiro de 2022, os clubes e a seleção nacional da Rússia foram suspensos das competições da FIFA e UEFA devido à invasão da Ucrânia pela Rússia em 2022.

#### Distribuição de vagas por fase
A seguir está a lista de acesso.
As informações abaixo refletem a suspensão da Rússia para a temporada europeia de 2024-25, tendo sido necessárias as seguintes alterações na lista de acesso:
- Os vencedores da copa da associação 16 (Noruega) entrarão na segunda rodada de qualificação em vez da primeira rodada de qualificação.

Como os detentores do título da Liga Europa (Atalanta) se classificaram para a Liga dos Campeões por meio da alocação de vagas padrão de sua liga nacional, as seguintes alterações na lista de acesso padrão foram feitas:
- Os vencedores da copa das associações 17 a 21 (exceto Rússia) [Nota RUS] (Dinamarca, Croácia, Grécia e Israel) entrarão na segunda rodada de qualificação em vez da primeira rodada de qualificação.

|                                        |                                        | Equipas que entram nesta fase | Equipas provenientes da fase anterior             | Equipas provenientes da Liga dos Campeões |
| -------------------------------------- | -------------------------------------- | --- | ------------------------------------------------- | --- |
| Primeira pré–eliminatória (12 equipes) | Primeira pré–eliminatória (12 equipes) | - 12 vencedores de copas nacionais das associações 22–33 |                                                   | |
| Segunda pré–eliminatória (18 equipes)  | Segunda pré–eliminatória (18 equipes)  | - 5 vencedores de copas nacionais da associação 16–21 (exceto Rússia)Nota RUS[›] - 6 equipes em terceiro lugar na liga nacional das associações 7–12 - 1 equipe em quarto lugar na liga nacional da associação 6 | - 6 vencedores da primeira rodada de qualificação | |
| Terceira pré–eliminatória (26 equipes) | Caminho dos campeões (12 equipes)      | |                                                   | - 12 perdedores da segunda rodada de qualificação da Liga dos Campeões (caminho dos campeões) |
| Terceira pré–eliminatória (26 equipes) | Caminho da liga (14 equipes)           | - 3 vencedores da copa nacional das associações 13–15 | - 9 vencedores da segunda fase de qualificação    | - 2 perdedores da segunda fase de qualificação da Liga dos Campeões (Caminho da liga) |
| Fase de play-off (24 equipes)          | Fase de play-off (24 equipes)          | - 5 vencedores da copa nacional das associações 8–12 | - 13 vencedores da terceira fase de qualificação  | - 6 perdedores da terceira fase de qualificação da Liga dos Campeões (Caminho dos campeões) |
| Fase da liga (36 equipes)              | Fase da liga (36 equipes)              | - Detentores do título da Liga Europa Conference - 7 vencedores da copa nacional das associações 1–7 - 5 equipes em quinto lugar na liga nacional das associações 1–5                                            | - 12 vencedores da fase de play-off               | - 5 perdedores da fase de play-off da Liga dos Campeões (Caminho dos Campeões) - 4 perdedores da terceira fase de qualificação da Liga dos Campeões (Caminho da Liga) - 2 perdedores da fase de play-off da Liga dos Campeões (Caminho da Liga) |

## Equipes classificadas
Os rótulos entre parênteses mostram como cada equipe se classificou para a vaga de sua rodada inicial:
- UECL: detentores do título da Liga Europa Conference
- CW: vencedores da Copa
- 3º, 4º, 5º, etc.: posição da liga na temporada anterior
- UCL: transferidos da Liga dos Campeões
  - CH/LP PO: perdedores da rodada de play-off (caminho dos Campeões/Liga)
  - CH/LP Q3: perdedores da terceira rodada de qualificação (caminho dos Campeões/Liga)
  - CH/LP Q2: perdedores da segunda rodada de qualificação (caminho dos Campeões/Liga)

A terceira fase de qualificação é dividida em Caminho dos Campeões (CH) e Caminho da Liga (MP).
| Rodada de entrada         | Rodada de entrada         | Times                        | Times                            | Times                          | Times                             |
| ------------------------- | ------------------------- | ---------------------------- | -------------------------------- | ------------------------------ | --------------------------------- |
| Fase da liga              | Fase da liga              | Olympiacos (ECL)             | Manchester United (CW)           | Tottenham Hotspur (5º)         | Athletic Bilbao (CW)              |
| Fase da liga              | Fase da liga              | Real Sociedad (6º)           | Eintracht Frankfurt (6º)         | TSG Hoffenheim (7º)            | Roma (6º)                         |
| Fase da liga              | Fase da liga              | Lazio (7º)                   | Nice (5º)                        | Lyon (6º)                      | AZ (4º)                           |
| Fase da liga              | Fase da liga              | Porto (CW)                   | Galatasaray (UCL CH PO)          | FK Bodø/Glimt (UCL CH PO)      | Midtjylland (UCL CH PO)           |
| Fase da liga              | Fase da liga              | Malmö (UCL CH PO)            | Qarabağ (UCL CH PO)              | Dínamo de Kiev (UCL LP PO)     | Slavia Praha (UCL LP PO)          |
| Fase da liga              | Fase da liga              | Twente (UCL LP Q3)           | Union Saint-Gilloise (UCL LP Q3) | Rangers (UCL LP Q3)            | Fenerbahçe (UCL LP Q3)            |
|                           |                           |                              |                                  |                                |                                   |
| Rodada de play-off        | Rodada de play-off        | Anderlecht (3º)              | Heart of Midlothian (3º)         | LASK (3º)                      | TSC (3rd)                         |
| Rodada de play-off        | Rodada de play-off        | Beşiktaş (CW)                | PAOK (UCL CH Q3)                 | APOEL (UCL CH Q3)              | Jagiellonia Białystok (UCL CH Q3) |
| Rodada de play-off        | Rodada de play-off        | Ferencváros (UCL CH Q3)      | Steaua Bucareste (UCL CH Q3)     | Ludogorets Razgrad (UCL CH Q3) |                                   |
|                           |                           |                              |                                  |                                |                                   |
| Terceira pré–eliminatória | CH                        | Maccabi Tel Aviv (UCL CH Q2) | Celje (UCL CH Q2)                | Petrocub Hîncești (UCL CH Q2)  | RFS (UCL CH Q2)                   |
| Terceira pré–eliminatória | CH                        | Shamrock Rovers (UCL CH Q2)  | Panevėžys (UCL CH Q2)            | Dinamo Minsk (UCL CH Q2)       | Borac Banja Luka (UCL CH Q2)      |
| Terceira pré–eliminatória | CH                        | KÍ (UCL CH Q2)               | The New Saints (UCL CH Q2)       | Lincoln Red Imps (UCL CH Q2)   | UE Santa Coloma (UCL CH Q2)       |
| Terceira pré–eliminatória | MP                        | Servette (CW)                | Kryvbas Kryvyi Rih (3rd)         | Viktoria Plzeň (3rd)           | Partizan (UCL LP Q2)              |
| Terceira pré–eliminatória | MP                        | Lugano (UCL LP Q2)           |                                  |                                |                                   |
|                           |                           |                              |                                  |                                |                                   |
| Segunda pré–eliminatória  | Segunda pré–eliminatória  | Ajax (5º)                    | Braga (4th)                      | Cercle Brugge (4º)             | Kilmarnock (4º)                   |
| Segunda pré–eliminatória  | Segunda pré–eliminatória  | Rapid Wien (4º)              | Vojvodina (4th)                  | Trabzonspor (3rd)              | Molde (CW)                        |
| Segunda pré–eliminatória  | Segunda pré–eliminatória  | Silkeborg (CW)               | Rijeka (2nd)                     | Panathinaikos (CW)             | Maccabi Petah Tikva (CW)          |
|                           |                           |                              |                                  |                                |                                   |
| Primeira pré–eliminatória | Primeira pré–eliminatória | Pafos (CW)                   | Elfsborg (2nd)                   | Wisła Kraków (CW)              | Paks (CW)                         |
| Primeira pré–eliminatória | Primeira pré–eliminatória | Corvinul Hunedoara (CW)      | Botev Plovdiv (CW)               | Ružomberok (CW)                | Zira (2nd)                        |
| Primeira pré–eliminatória | Primeira pré–eliminatória | Tobol (CW)                   | Maribor (2nd)                    | Sheriff Tiraspol (2nd)         | Llapi (2nd)                       |

- Rússia: Em 28 de fevereiro de 2022, os clubes de futebol e as seleções nacionais russas foram suspensos das competições da FIFA e da UEFA devido à invasão russa da Ucrânia. As tabelas refletem a suspensão contínua da Rússia das competições da UEFA.
- Eslovênia: O vencedor da copa Rogaška não conseguiu obter uma licença da UEFA, então a vaga reservada para os vencedores da copa foi transferida para o segundo colocado na liga, Maribor.

## Calendário
O calendário da competição é o seguinte. As partidas estão marcadas para as quintas-feiras, exceto a final, que acontece na quarta-feira, mas excepcionalmente pode acontecer às terças ou quartas-feiras devido a conflitos de agenda. Comparado às temporadas anteriores, uma semana exclusiva será realizada em 25 e 26 de setembro.
| Fase              | Rodada                         | Data do sorteio         | Partida de ida                          | Partida de volta                        |
| ----------------- | ------------------------------ | ----------------------- | --------------------------------------- | --------------------------------------- |
| Qualificação      | Primeira pré–eliminatória      | 18 de junho de 2024     | 11 de julho de 2024                     | 18 de julho de 2024                     |
| Qualificação      | Segunda pré–eliminatória       | 19 de junho de 2024     | 25 de julho de 2024                     | 1 de agosto de 2024                     |
| Qualificação      | Terceira pré–eliminatória      | 22 de julho de 2024     | 8 de agosto de 2024                     | 15 de agosto de 2024                    |
| Play-off          | Rodada de Play-off             | 5 de agosto de 2024     | 22 de agosto de 2024                    | 29 de agosto de 2024                    |
| Fase de Liga      | 1ª rodada                      | 30 de agosto de 2024    | 25–26 de setembro de 2024               | 25–26 de setembro de 2024               |
| Fase de Liga      | 2ª rodada                      | 30 de agosto de 2024    | 3 de outubro de 2024                    | 3 de outubro de 2024                    |
| Fase de Liga      | 3ª rodada                      | 30 de agosto de 2024    | 24 de outubro de 2024                   | 24 de outubro de 2024                   |
| Fase de Liga      | 4ª rodada                      | 30 de agosto de 2024    | 7 de novembro de 2024                   | 7 de novembro de 2024                   |
| Fase de Liga      | 5ª rodada                      | 30 de agosto de 2024    | 28 de novembro de 2024                  | 28 de novembro de 2024                  |
| Fase de Liga      | 6ª rodada                      | 30 de agosto de 2024    | 12 de dezembro de 2024                  | 12 de dezembro de 2024                  |
| Fase de Liga      | 7ª rodada                      | 30 de agosto de 2024    | 23 de janeiro de 2025                   | 23 de janeiro de 2025                   |
| Fase de Liga      | 8ª rodada                      | 30 de agosto de 2024    | 30 de janeiro de 2025                   | 30 de janeiro de 2025                   |
| Fase eliminatória | Play-offs da fase eliminatória | 31 de janeiro de 2025   | 13 de fevereiro 2025                    | 20 de fevereiro de 2025                 |
| Fase eliminatória | Oitavas de final               | 21 de fevereiro de 2025 | 6 de março de 2025                      | 13 de março de 2025                     |
| Fase eliminatória | Quartas de final               | 21 de fevereiro de 2025 | 10 de abril de 2025                     | 17 de abril de 2025                     |
| Fase eliminatória | Semifinais                     | 21 de fevereiro de 2025 | 1 de maio de 2025                       | 8 de maio de 2025                       |
| Fase eliminatória | Final                          | 21 de fevereiro de 2025 | 21 de maio de 2025 em San Memés, Bilbau | 21 de maio de 2025 em San Memés, Bilbau |

## Rodada de qualificação

### Primeira pré-eliminatória
O sorteio para a Primeira pré-eliminatória foi realizado em 18 de junho de 2024. 
As partidas de ida foram disputadas em 11 de julho e as partidas de volta em 18 de julho de 2024.
Os vencedores das eliminatórias avançaram para a segunda pré-eliminatória. Os perdedores foram transferidos para a segunda pré-eliminatória do Caminho de Liga da Liga Conferência.
| Equipe 1         | Total       | Equipe 2           | 1.º jogo | 2.º jogo |
| ---------------- | ----------- | ------------------ | -------- | -------- |
| Botev Plovdiv    | 4–3         | Maribor            | 2–1      | 2–2      |
| IF Elfsborg      | 8–1         | Pafos              | 3–0      | 5–2      |
| Paksi            | 2–4         | Corvinul Hunedoara | 0–4      | 2–0      |
| Sheriff Tiraspol | 2–2 (5–4 p) | Zira               | 0–1      | 2–1      |
| Wisła Kraków     | 4–1         | Llapi              | 2–0      | 2–1      |
| Ružomberok       | 5–3         | Tobol              | 5–2      | 0–1      |

### Segunda pré-eliminatória
O sorteio para a segunda pré-eliminatória foi realizado em 19 de junho de 2024. 
As partidas de ida foram disputadas em 25 de julho e as partidas de volta em 1 de agosto de 2024.
Os vencedores das eliminatórias avançaram para a terceira pré-eliminatória do Caminho de Liga. Os perdedores serão transferidos para a terceira pré-eliminatória do Caminho de Liga da Liga Conferência.
| Equipe 1           | Total | Equipe 2            | 1.º jogo | 2.º jogo |
| ------------------ | ----- | ------------------- | -------- | -------- |
| Ajax               | 4–1   | Vojvodina           | 1–0      | 3–1      |
| Ružomberok         | 0–3   | Trabzonspor         | 0–2      | 0–1      |
| Wisła Kraków       | 2–8   | Rapid Viena         | 1–2      | 1–6      |
| Kilmarnock         | 1–2   | Cercle Brugge       | 1–1      | 0–1      |
| Molde              | 5–4   | Silkeborg           | 3–1      | 2–3      |
| Corvinul Hunedoara | 0–1   | Rijeka              | 0–0      | 0–1      |
| Braga              | 7–0   | Maccabi Petah Tikva | 2–0      | 5–0      |
| Panathinaikos      | 6–1   | Botev Plovdiv       | 2–1      | 4–0      |
| Sheriff Tiraspol   | 0–3   | IF Elfsborg         | 0–1      | 0–2      |

### Terceira pré-eliminatória
O sorteio para a pré-eliminatória foi realizado em 22 de julho de 2024.
As partidas de ida serão disputadas em 6 e 8 de agosto e as partidas de volta em 15 de agosto de 2024.
Os vencedores das eliminatórias avançaram para a rodada de play-off. Os perdedores dos Caminho de Campeões serão transferidos para a rodada de play-off do Caminho de Campeões da Liga Conferência, enquanto os perdedores do Caminho de Liga serão transferidos para a rodada de play-off do Caminho de Liga da Liga Conferência.
| Equipe 1          | Total | Equipe 2         | 1.º jogo | 2.º jogo  |
| ----------------- | ----- | ---------------- | -------- | --------- |
| KÍ                | 3–4   | Borac Banja Luka | 2–1      | 1–3 (pro) |
| UE Santa Coloma   | 0–9   | RFS              | 0–2      | 0–7       |
| Celje             | 2–3   | Shamrock Rovers  | 1–0      | 1–3 (pro) |
| Panevėžys         | 1–5   | Maccabi Tel Aviv | 1–2      | 0–3       |
| Petrocub Hîncești | 1–0   | The New Saints   | 1–0      | 0–0       |
| Dinamo Minsk      | 3–2   | Lincoln Red Imps | 2–0      | 1–2       |

| Equipe 1           | Total         | Equipe 2       | 1.º jogo | 2.º jogo  |
| ------------------ | ------------- | -------------- | -------- | --------- |
| Partizan Belgrado  | 2–3           | Lugano         | 0–1      | 2–2       |
| Molde              | 3–1           | Cercle Brugge  | 3–0      | 0–1       |
| Panathinaikos      | 1–1 (12–13 p) | Ajax           | 0–1      | 1–0 (pro) |
| Trabzonspor        | 0–3           | Rapid Viena    | 0–1      | 0–2       |
| Braga              | 2–1           | Servette       | 0–0      | 2–1       |
| Rijeka             | 1–3           | IF Elfsborg    | 1–1      | 0–2       |
| Kryvbas Kryvyi Rih | 1–3           | Viktoria Plzeň | 1–2      | 0–1       |

## Rodada de Play-off
O sorteio da fase de play-off foi realizado em 5 de agosto de 2024.
As partidas de ida serão disputadas em 22 de agosto e as de volta em 29 de agosto de 2024.
Os vencedores das eliminatórias avançarão para a fase do campeonato. Os perdedores serão transferidos para a fase de liga da Liga Conferência.
| Equipe 1              | Total       | Equipe 2            | 1.º jogo | 2.º jogo  |
| --------------------- | ----------- | ------------------- | -------- | --------- |
| Dinamo Minsk          | 0–2         | Anderlecht          | 0–1      | 0–1       |
| Jagiellonia Bialystok | 1–7         | Ajax                | 1–4      | 0–3       |
| Ludogorets Razgrad    | 6–1         | Petrocub Hîncești   | 4–0      | 2–1       |
| Lugano                | 4–8         | Beşiktaş            | 3–3      | 1–5       |
| LASK                  | 1–2         | Steaua Bucareste    | 1–1      | 0–1       |
| RFS                   | 2–2 (4–2 p) | APOEL               | 2–1      | 0–1 (pro) |
| Maccabi Tel Aviv      | 8–1         | TSC                 | 3–0      | 5–1       |
| PAOK                  | 6–0         | Shamrock Rovers     | 4–0      | 2–0       |
| Ferencváros           | 1–1 (3–2 p) | Borac Banja Luka    | 0–0      | 1–1 (pro) |
| Molde                 | 1–1 (2–4 p) | IF Elfsborg         | 0–1      | 1–0 (pro) |
| Braga                 | 4–3         | Rapid Viena         | 2–1      | 2–2       |
| Viktoria Plzeň        | 2–0         | Heart of Midlothian | 1–0      | 1–0       |

## Fase de Liga
Beşiktaş

 Fenerbahçe

 Galatasaray

Times de Roma

 Lazio

 Anderlecht

O sorteio da fase da liga para a UEFA Europa League 2024–25 ocorreu no Fórum Grimaldi em Mônaco em 30 de agosto de 2024, 13h00 CEST. As 36 equipes foram divididas em quatro potes de nove equipas cada, com base no seu Coeficiente UEFA.
As 36 equipes foram sorteadas manualmente e, em seguida, um software automatizado sorteou digitalmente seus oito adversários diferentes de forma aleatória, determinando quais partidas foram em casa e quais foram fora. Cada equipe enfrentará dois adversários de cada um dos quatro potes, um em casa e outro fora. As equipes não podiam enfrentar adversários da sua própria federação e só podiam ser sorteadas contra no máximo duas equipes da mesma federação.
RFS fará sua estreia desde a introdução da fase de grupos.
Um total de 23 associações nacionais estarão representadas na fase da liga.

### Potes
| Pote 1              | Coef.   |
| ------------------- | ------- |
| Roma                | 101.000 |
| Manchester United   | 92.000  |
| Porto               | 77.000  |
| Ajax                | 67.000  |
| Rangers             | 63.000  |
| Eintracht Frankfurt | 60.000  |
| Lazio               | 54.000  |
| Tottenham           | 54.000  |
| Slavia Praha        | 53.000  |

| Pote 2           | Coef.  |
| ---------------- | ------ |
| Real Sociedad    | 51.000 |
| AZ Alkmaar       | 50.000 |
| Braga            | 49.000 |
| Olympiacos       | 48.000 |
| Lyon             | 44.000 |
| PAOK             | 37.000 |
| Fenerbahçe       | 36.000 |
| Maccabi Tel Aviv | 35.500 |
| Ferencváros      | 35.000 |

| Pote 3               | Coef.  |
| -------------------- | ------ |
| Qarabağ              | 33.000 |
| Galatasaray          | 31.500 |
| Viktoria Plzeň       | 28.000 |
| FK Bodø/Glimt        | 28.000 |
| Union Saint-Gilloise | 27.000 |
| Dínamo de Kiev       | 26.500 |
| Ludogorets Razgrad   | 26.000 |
| Midtjylland          | 25.500 |
| Malmö                | 18.500 |

| Pote 4           | Coef.  |
| ---------------- | ------ |
| Athletic Bilbao  | 17.897 |
| Hoffenheim       | 17.324 |
| Nice             | 17.000 |
| Anderlecht       | 14.500 |
| Twente           | 12.260 |
| Beşiktaş         | 12.000 |
| Steaua Bucareste | 10.500 |
| RFS              | 8.000  |
| IF Elfsborg      | 4.300  |

### Tabela
As oito melhores equipes classificadas receberão uma vaga para as oitavas de final. As equipes classificadas de 9º a 24º disputarão os play-offs da fase eliminatória, com as equipes classificadas de 9º a 16º classificadas para o sorteio. As equipes classificadas do 25º ao 36º lugar são eliminadas da competição.
| Pos | Equipe               | Pts | J | V | E | D | GP | GC | SG  | Classificado                                                                       |
| --- | -------------------- | --- | - | - | - | - | -- | -- | --- | ---------------------------------------------------------------------------------- |
| 1   | Lazio                | 19  | 8 | 6 | 1 | 1 | 17 | 5  | +12 | Avançam para as oitavas de final da fase eliminatória (como cabeças de chave)      |
| 2   | Athletic Bilbao      | 19  | 8 | 6 | 1 | 1 | 15 | 7  | +8  | Avançam para as oitavas de final da fase eliminatória (como cabeças de chave)      |
| 3   | Manchester United    | 18  | 8 | 5 | 3 | 0 | 17 | 9  | +8  | Avançam para as oitavas de final da fase eliminatória (como cabeças de chave)      |
| 4   | Tottenham            | 17  | 8 | 5 | 2 | 1 | 17 | 9  | +8  | Avançam para as oitavas de final da fase eliminatória (como cabeças de chave)      |
| 5   | Eintracht Frankfurt  | 16  | 8 | 5 | 1 | 2 | 14 | 10 | +4  | Avançam para as oitavas de final da fase eliminatória (como cabeças de chave)      |
| 6   | Lyon                 | 15  | 8 | 4 | 3 | 1 | 16 | 8  | +8  | Avançam para as oitavas de final da fase eliminatória (como cabeças de chave)      |
| 7   | Olympiacos           | 15  | 8 | 4 | 3 | 1 | 9  | 3  | +6  | Avançam para as oitavas de final da fase eliminatória (como cabeças de chave)      |
| 8   | Rangers              | 14  | 8 | 4 | 2 | 2 | 16 | 10 | +6  | Avançam para as oitavas de final da fase eliminatória (como cabeças de chave)      |
| 9   | FK Bodø/Glimt        | 14  | 8 | 4 | 2 | 2 | 14 | 11 | +3  | Avançam para as pré-eliminatórias da fase eliminatória (como cabeças de chave)     |
| 10  | Anderlecht           | 14  | 8 | 4 | 2 | 2 | 14 | 12 | +2  | Avançam para as pré-eliminatórias da fase eliminatória (como cabeças de chave)     |
| 11  | Steaua Bucareste     | 14  | 8 | 4 | 2 | 2 | 10 | 9  | +1  | Avançam para as pré-eliminatórias da fase eliminatória (como cabeças de chave)     |
| 12  | Ajax                 | 13  | 8 | 4 | 1 | 3 | 16 | 8  | +8  | Avançam para as pré-eliminatórias da fase eliminatória (como cabeças de chave)     |
| 13  | Real Sociedad        | 13  | 8 | 4 | 1 | 3 | 13 | 9  | +4  | Avançam para as pré-eliminatórias da fase eliminatória (como cabeças de chave)     |
| 14  | Galatasaray          | 13  | 8 | 3 | 4 | 1 | 19 | 16 | +3  | Avançam para as pré-eliminatórias da fase eliminatória (como cabeças de chave)     |
| 15  | Roma                 | 12  | 8 | 3 | 3 | 2 | 10 | 6  | +4  | Avançam para as pré-eliminatórias da fase eliminatória (como cabeças de chave)     |
| 16  | Viktoria Plzeň       | 12  | 8 | 3 | 3 | 2 | 13 | 12 | +1  | Avançam para as pré-eliminatórias da fase eliminatória (como cabeças de chave)     |
| 17  | Ferencváros          | 12  | 8 | 4 | 0 | 4 | 15 | 15 | 0   | Avançam para as pré-eliminatórias da fase eliminatória (como não cabeças de chave) |
| 18  | Porto                | 11  | 8 | 3 | 2 | 3 | 13 | 11 | +2  | Avançam para as pré-eliminatórias da fase eliminatória (como não cabeças de chave) |
| 19  | AZ Alkmaar           | 11  | 8 | 3 | 2 | 3 | 13 | 13 | 0   | Avançam para as pré-eliminatórias da fase eliminatória (como não cabeças de chave) |
| 20  | Midtjylland          | 11  | 8 | 3 | 2 | 3 | 9  | 9  | 0   | Avançam para as pré-eliminatórias da fase eliminatória (como não cabeças de chave) |
| 21  | Union Saint-Gilloise | 11  | 8 | 3 | 2 | 3 | 8  | 8  | 0   | Avançam para as pré-eliminatórias da fase eliminatória (como não cabeças de chave) |
| 22  | PAOK                 | 10  | 8 | 3 | 1 | 4 | 12 | 10 | +2  | Avançam para as pré-eliminatórias da fase eliminatória (como não cabeças de chave) |
| 23  | Twente               | 10  | 8 | 2 | 4 | 2 | 8  | 9  | −1  | Avançam para as pré-eliminatórias da fase eliminatória (como não cabeças de chave) |
| 24  | Fenerbahçe           | 10  | 8 | 2 | 4 | 2 | 9  | 11 | −2  | Avançam para as pré-eliminatórias da fase eliminatória (como não cabeças de chave) |
| 25  | Braga                | 10  | 8 | 3 | 1 | 4 | 9  | 12 | −3  | Eliminados                                                                         |
| 26  | IF Elfsborg          | 10  | 8 | 3 | 1 | 4 | 9  | 14 | −5  | Eliminados                                                                         |
| 27  | Hoffenheim           | 9   | 8 | 2 | 3 | 3 | 11 | 14 | −3  | Eliminados                                                                         |
| 28  | Beşiktaş             | 9   | 8 | 3 | 0 | 5 | 10 | 15 | −5  | Eliminados                                                                         |
| 29  | Maccabi Tel Aviv     | 6   | 8 | 2 | 0 | 6 | 8  | 17 | −9  | Eliminados                                                                         |
| 30  | Slavia Praha         | 5   | 8 | 1 | 2 | 5 | 7  | 11 | −4  | Eliminados                                                                         |
| 31  | Malmö                | 5   | 8 | 1 | 2 | 5 | 10 | 17 | −7  | Eliminados                                                                         |
| 32  | RFS                  | 5   | 8 | 1 | 2 | 5 | 6  | 13 | −7  | Eliminados                                                                         |
| 33  | Ludogorets Razgrad   | 4   | 8 | 0 | 4 | 4 | 4  | 11 | −7  | Eliminados                                                                         |
| 34  | Dínamo de Kiev       | 4   | 8 | 1 | 1 | 6 | 5  | 18 | −13 | Eliminados                                                                         |
| 35  | Nice                 | 3   | 8 | 0 | 3 | 5 | 7  | 16 | −9  | Eliminados                                                                         |
| 36  | Qarabağ              | 3   | 8 | 1 | 0 | 7 | 6  | 20 | −14 | Eliminados                                                                         |

1. 1 2  Gols fora de casa marcados: Lazio 3, Tottenham Hotspur 0.
2. 1 2 3 4 5 6 7 8  Gols fora de casa marcados: Athletic Bilbao 1, TSG Hoffenheim 1, Real Sociedad 1, Twente 1, Manchester United 0, Midtjylland 0, Nice 0, Roma 0.
3. 1 2  Gols fora de casa marcados: Viktoria Plzeň 3, Eintracht Frankfurt 0.
4. 1 2 3  Gols marcados fora de casa: Rangers 2, Slavia Praga 2, Lyon 0.

## Fase eliminatória
Na fase eliminatória, as equipes jogarão umas contra as outras em duas partidas: uma em casa e outra fora, exceto na final, que é jogada em uma partida. A estrutura do chaveamento para a fase eliminatória é parcialmente fixada com antecedência usando a classificação, com as posições das equipes na chave determinadas pela classificação final na fase da liga. Na fase eliminatória, não há proteção de país, com equipes da mesma associação podendo se enfrentar em qualquer rodada. As equipes também podem enfrentar oponentes que enfrentaram durante a fase da liga.
O mecanismo dos sorteios para cada rodada foi o seguinte:
- No sorteio para os play-offs da fase eliminatória, as oito equipes que terminaram a fase da liga da 9ª colocação à 16ª, serão cabeças de chave. O chaveamento foi dividido em quatro seções com base na chave predeterminada, com as equipes classificadas em cada seção sorteadas contra um de seus dois possíveis oponentes que não são cabeças de chave. Os cabeças de chave decidirão a eliminatória em casa.
- No sorteio das oitavas de final, os oito times que terminaram a fase da liga nas posições 1–8 serão os cabeças de chave, e os oito vencedores dos play-offs da fase eliminatória não serão cabeças de chave. Novamente, o sorteio foi dividido em quatro seções com base na chave predeterminada, com os times cabeças de chave em cada seção sorteados contra um de seus dois possíveis oponentes não cabeças de chave. Os times cabeças de chave decidem a segunda partida em casa.
- Nas quartas de final e semifinais, os pares exatos das partidas foram predeterminados com base na chave do torneio. Um sorteio foi realizado apenas para determinar qual time joga a primeira partida em casa. O vencedor da semifinal 1 será designado como o time "da casa" para a final (para fins administrativos, pois é disputado em um local neutro).

### Equipes classificadas
| Posição | Oitavas de Final    | Posição | Play-offs (Cabeças de chave) | Posição | Play-offs (Não cabeças de chave) |
| ------- | ------------------- | ------- | ---------------------------- | ------- | -------------------------------- |
| 1       | Lazio               | 9       | FK Bodø/Glimt                | 17      | Ferencváros                      |
| 2       | Athletic Bilbao     | 10      | Anderlecht                   | 18      | Porto                            |
| 3       | Manchester United   | 11      | Steaua Bucareste             | 19      | AZ Alkmaar                       |
| 4       | Tottenham           | 12      | Ajax                         | 20      | Midtjylland                      |
| 5       | Eintracht Frankfurt | 13      | Real Sociedad                | 21      | Union Saint-Gilloise             |
| 6       | Lyon                | 14      | Galatasaray                  | 22      | PAOK                             |
| 7       | Olympiacos          | 15      | Roma                         | 23      | Twente                           |
| 8       | Rangers             | 16      | Viktoria Plzeň               | 24      | Fenerbahçe                       |

### Esquema
|  | Oitavas de final    | Oitavas de final    | Oitavas de final | Oitavas de final |       |               | Quartas de final | Quartas de final | Quartas de final | Quartas de final |  |                 | Semifinais    | Semifinais    | Semifinais    | Semifinais    |           |   | Final      | Final      |
|  |                     |                     |                  |                  |       |               | 10 e 17 de abril | 10 e 17 de abril | 10 e 17 de abril | 10 e 17 de abril |  |                 | 1 e 8 de maio | 1 e 8 de maio | 1 e 8 de maio | 1 e 8 de maio |           |   | 21 de maio | 21 de maio |
|  |                     |                     |                  |                  |       |               |                  |                  |                  |                  |  |                 |               |               |               |               |           |   |            |            |
|  | AZ Alkmaar          | 1                   | 1                | 2                |       |               |                  |                  |                  |                  |  |                 |               |               |               |               |           |   |            |            |
|  | Tottenham           | 0                   | 3                | 3                |       |               |                  |                  |                  |                  |  |                 |               |               |               |               |           |   |            |            |
|  | Tottenham           | 0                   | 3                | 3                |       | Tottenham     | 1                | 1                | 2                |                  |  |                 |               |               |               |               |           |   |            |            |
|  |                     |                     |                  |                  |       | Tottenham     | 1                | 1                | 2                |                  |  |                 |               |               |               |               |           |   |            |            |
|  |                     | Eintracht Frankfurt | 1                | 0                | 1     |               |                  |                  |                  |                  |  |                 |               |               |               |               |           |   |            |            |
|  | Ajax                | Eintracht Frankfurt | 1                | 0                | 1     | 1             | 1                | 2                |                  |                  |  |                 |               |               |               |               |           |   |            |            |
|  | Ajax                |                     |                  |                  |       | 1             | 1                | 2                |                  |                  |  |                 |               |               |               |               |           |   |            |            |
|  | Eintracht Frankfurt | 2                   | 4                | 6                |       |               |                  |                  |                  |                  |  |                 |               |               |               |               |           |   |            |            |
|  | Eintracht Frankfurt | 2                   | 4                | 6                |       |               |                  |                  |                  |                  |  | Tottenham       | 3             | 2             | 5             |               |           |   |            |            |
|  |                     |                     |                  |                  |       |               |                  |                  |                  |                  |  | Tottenham       | 3             | 2             | 5             |               |           |   |            |            |
|  |                     | FK Bodø/Glimt       | 1                | 0                | 1     |               |                  |                  |                  |                  |  |                 |               |               |               |               |           |   |            |            |
|  | FK Bodø/Glimt       | FK Bodø/Glimt       | 1                | 0                | 1     | 3             | 1                | 4                |                  |                  |  |                 |               |               |               |               |           |   |            |            |
|  | FK Bodø/Glimt       |                     |                  |                  |       | 3             | 1                | 4                |                  |                  |  |                 |               |               |               |               |           |   |            |            |
|  | Olympiacos          | 0                   | 2                | 2                |       |               |                  |                  |                  |                  |  |                 |               |               |               |               |           |   |            |            |
|  | Olympiacos          | 0                   | 2                | 2                |       | FK Bodø/Glimt | 2                | 1                | 3 (3)            |                  |  |                 |               |               |               |               |           |   |            |            |
|  |                     |                     |                  |                  |       | FK Bodø/Glimt | 2                | 1                | 3 (3)            |                  |  |                 |               |               |               |               |           |   |            |            |
|  |                     | Lazio               | 0                | 3                | 3 (2) |               |                  |                  |                  |                  |  |                 |               |               |               |               |           |   |            |            |
|  | Viktoria Plzeň      | Lazio               | 0                | 3                | 3 (2) | 1             | 1                | 2                |                  |                  |  |                 |               |               |               |               |           |   |            |            |
|  | Viktoria Plzeň      |                     |                  |                  |       | 1             | 1                | 2                |                  |                  |  |                 |               |               |               |               |           |   |            |            |
|  | Lazio               | 2                   | 1                | 3                |       |               |                  |                  |                  |                  |  |                 |               |               |               |               |           |   |            |            |
|  | Lazio               | 2                   | 1                | 3                |       |               |                  |                  |                  |                  |  |                 |               |               |               |               | Tottenham | 1 |            |            |
|  |                     |                     |                  |                  |       |               |                  |                  |                  |                  |  |                 |               |               |               |               |           | 1 |            |            |
|  |                     | Manchester United   | 0                |                  |       |               |                  |                  |                  |                  |  |                 |               |               |               |               |           |   |            |            |
|  | Fenerbahçe          | Manchester United   | 0                | 1                | 2     | 3             |                  |                  |                  |                  |  |                 |               |               |               |               |           |   |            |            |
|  | Fenerbahçe          |                     |                  | 1                | 2     | 3             |                  |                  |                  |                  |  |                 |               |               |               |               |           |   |            |            |
|  | Rangers             | 3                   | 0                | 3                |       |               |                  |                  |                  |                  |  |                 |               |               |               |               |           |   |            |            |
|  | Rangers             | 3                   | 0                | 3                |       | Rangers       | 0                | 0                | 0                |                  |  |                 |               |               |               |               |           |   |            |            |
|  |                     |                     |                  |                  |       | Rangers       | 0                | 0                | 0                |                  |  |                 |               |               |               |               |           |   |            |            |
|  |                     | Athletic Bilbao     | 0                | 2                | 2     |               |                  |                  |                  |                  |  |                 |               |               |               |               |           |   |            |            |
|  | Roma                | Athletic Bilbao     | 0                | 2                | 2     | 2             | 1                | 3                |                  |                  |  |                 |               |               |               |               |           |   |            |            |
|  | Roma                |                     |                  |                  |       | 2             | 1                | 3                |                  |                  |  |                 |               |               |               |               |           |   |            |            |
|  | Athletic Bilbao     | 1                   | 3                | 4                |       |               |                  |                  |                  |                  |  |                 |               |               |               |               |           |   |            |            |
|  | Athletic Bilbao     | 1                   | 3                | 4                |       |               |                  |                  |                  |                  |  | Athletic Bilbao | 0             | 1             | 1             |               |           |   |            |            |
|  |                     |                     |                  |                  |       |               |                  |                  |                  |                  |  | Athletic Bilbao | 0             | 1             | 1             |               |           |   |            |            |
|  |                     | Manchester United   | 3                | 4                | 7     |               |                  |                  |                  |                  |  |                 |               |               |               |               |           |   |            |            |
|  | Steaua Bucareste    | Manchester United   | 3                | 4                | 7     | 1             | 0                | 1                |                  |                  |  |                 |               |               |               |               |           |   |            |            |
|  | Steaua Bucareste    |                     |                  |                  |       | 1             | 0                | 1                |                  |                  |  |                 |               |               |               |               |           |   |            |            |
|  | Lyon                | 3                   | 4                | 7                |       |               |                  |                  |                  |                  |  |                 |               |               |               |               |           |   |            |            |
|  | Lyon                | 3                   | 4                | 7                |       | Lyon          | 2                | 4                | 6                |                  |  |                 |               |               |               |               |           |   |            |            |
|  |                     |                     |                  |                  |       | Lyon          | 2                | 4                | 6                |                  |  |                 |               |               |               |               |           |   |            |            |
|  |                     | Manchester United   | 2                | 5                | 7     |               |                  |                  |                  |                  |  |                 |               |               |               |               |           |   |            |            |
|  | Real Sociedad       | Manchester United   | 2                | 5                | 7     | 1             | 1                | 2                |                  |                  |  |                 |               |               |               |               |           |   |            |            |
|  | Real Sociedad       |                     |                  |                  |       | 1             | 1                | 2                |                  |                  |  |                 |               |               |               |               |           |   |            |            |
|  | Manchester United   | 1                   | 4                | 5                |       |               |                  |                  |                  |                  |  |                 |               |               |               |               |           |   |            |            |

### Play-offs
O sorteio dos play-offs da fase eliminatória foi realizado no dia 31 de janeiro de 2025, às 13h CET. As partidas de ida foram disputadas no dia 13 de fevereiro de 2025, e as partidas de volta no dia 20 de fevereiro.

| Equipe 1             | Total     | Equipe 2         | 1.º jogo | 2.º jogo |
| -------------------- | --------- | ---------------- | -------- | -------- |
| AZ Alkmaar           | 6–3       | Galatasaray      | 4–1      | 2–2      |
| Union Saint-Gilloise | 2–3(pro)  | Ajax             | 0–2      | 2-1      |
| Twente               | 4–6 (pro) | FK Bodø/Glimt    | 2–1      | 2–5      |
| Ferencváros          | 1–3       | Viktoria Plzeň   | 1–0      | 0–3      |
| Fenerbahçe           | 5–2       | Anderlecht       | 3–0      | 2–2      |
| Porto                | 3–4       | Roma             | 1–1      | 2–3      |
| PAOK                 | 1–4       | Steaua Bucareste | 1–2      | 0–2      |
| Midtjylland          | 3–7       | Real Sociedad    | 1–2      | 2–5      |

### Oitavas de final
O sorteio dos confrontos das oitavas de final da competição foi realizado no dia 21 de fevereiro de 2025, às 13h CET. As partidas de ida foram disputadas no dia 6 de março de 2025, e as partidas de volta serão disputadas no dia 13 de março.
| Equipe 1         | Total         | Equipe 2            | 1.º jogo | 2.º jogo |
| ---------------- | ------------- | ------------------- | -------- | -------- |
| Lazio            | 3-2           | Viktoria Plzeň      | 2–1      | 1–1      |
| FK Bodø/Glimt    | 5–2           | Olympiacos          | 3–0      | 2–2      |
| Ajax             | 2–6           | Eintracht Frankfurt | 1–2      | 1–4      |
| AZ Alkmaar       | 2–3           | Tottenham           | 1–0      | 1–3      |
| Roma             | 3–4           | Athletic Bilbao     | 2–1      | 1–3      |
| Fenerbahçe       | 3–3 (2–3 Pen) | Rangers             | 1–3      | 2–0      |
| Steaua Bucareste | 1–7           | Lyon                | 1–3      | 0–4      |
| Real Sociedad    | 2–5           | Manchester United   | 1–1      | 1–4      |

### Quartas de final
O sorteio para a ordem das partidas das quartas de final foi realizado em 21 de fevereiro de 2025, às 13h00 CET, após o sorteio das oitavas de final. As partidas de ida foram disputadas em 10 de abril, e as de volta em 17 de abril de 2025.
| Equipe 1      | Total         | Equipe 2            | 1.º jogo | 2.º jogo |
| ------------- | ------------- | ------------------- | -------- | -------- |
| FK Bodø/Glimt | 3-3 (3–2 Pen) | Lazio               | 2–0      | 1–3      |
| Tottenham     | 2–1           | Eintracht Frankfurt | 1–1      | 1–0      |
| Rangers       | 0–2           | Athletic Bilbao     | 0–0      | 0–2      |
| Lyon          | 6–7           | Manchester United   | 2–2      | 4–5      |

### Semifinais
O sorteio para a ordem das partidas das semifinais foi realizado em 21 de fevereiro de 2025, às 13h00 CET, após os sorteios das oitavas de final e das quartas de final. As partidas de ida foram disputadas em 1º de maio, e as de volta em 8 de maio de 2025.
| Equipe 1        | Total | Equipe 2          | 1.º jogo | 2.º jogo |
| --------------- | ----- | ----------------- | -------- | -------- |
| Tottenham       | 5-1   | FK Bodø/Glimt     | 3–1      | 2–0      |
| Athletic Bilbao | 1–7   | Manchester United | 0–3      | 1–4      |

### Final
A final foi disputada em 21 de maio de 2025 no Estádio de San Mamés, em Bilbao. O vencedor da semifinal 1 foi designado como o time "da casa" para fins administrativos.
| 21 de maio de 2025 | Tottenham   | 1 – 0     | Manchester United | Estádio de San Mamés, Bilbao |
| 21:00 (UTC+2)      | Johnson 42' | Relatório |                   | Árbitro: Felix Zwayer        |

## Premiação
| Liga Europa da UEFA de 2024–25 |
| Inglaterra                     |
| ------------------------------ |
| Tottenham Campeão (3.º título) |

## Artilheiros
- As estatísticas excluem rodadas classificatórias e de play-off.

| Rank | Jogador           | Time              | Gols | Minutos jogados |
| ---- | ----------------- | ----------------- | ---- | --------------- |
| 1    | Ayoub El Kaabi    | Olympiacos        | 7    | 701             |
| 1    | Kasper Høgh       | Bodø/Glimt        | 7    | 1032            |
| 1    | Bruno Fernandes   | Manchester United | 7    | 1281            |
| 4    | Malick Fofana     | Lyon              | 6    | 514             |
| 4    | Victor Osimhen    | Galatasaray       | 6    | 594             |
| 4    | Barnabás Varga    | Ferencváros       | 6    | 686             |
| 4    | Samu Aghehowa     | Porto             | 6    | 767             |
| 4    | Youssef En-Nesyri | Fenerbahçe        | 6    | 865             |
| 4    | Václav Černý      | Rangers           | 6    | 932             |
| 4    | Rasmus Højlund    | Manchester United | 6    | 997             |